# Amegilla macroleuca
Amegilla macroleuca är en biart som först beskrevs av Cockerell 1922.  Amegilla macroleuca ingår i släktet Amegilla och familjen långtungebin. Inga underarter finns listade i Catalogue of Life.